# 은대조례
『은대조례(銀臺條例)』는 1870년(고종 7)에 간행한 전사자본(全史字本)으로, 흥선대원군의 명에 의해 승정원(承政院)의 업무 관련 규정을 모은 문헌이다. 흥선대원군의 서문에 따르면, 승정원의 업무 처리 규정이 복잡하여 실무에 적용하는 데에 어려움이 있고, 이를 위한 참고서로 『은대편고(銀臺便攷)』가 있었으나 그 양이 많아 참고하기에 불편하였다. 이에 『은대편고』의 사례들을 분류하고 세부 항목으로 나누며 중요한 것만 추려 모아 『은대조례』를 간행하였다고 한다.
종로도서관, 국립중앙도서관, 서울대학교 규장각한국학연구원 등에 소장 중이다.